# کودکی برای فروش
کودکی برای فروش (انگلیسی: A Child for Sale) یک درام صامت گمشدهٔ آمریکایی است که در سال ۱۹۲۰ منتشر شد.
کارزار تبلیغاتی اکران این فیلم شامل یک آگهی ساختگی برای فروش یک کودک بود.

## گزیدهٔ بازیگران

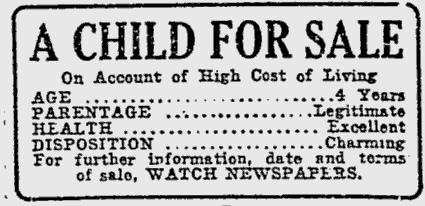
آگهی تبلیغاتی فیلم در روزنامهٔ «ریدینگ ایگل»، ۲۹ اکتبر ۱۹۲۰

- گلادیس لسلی
- کریتن هالی
- بابی کانلی
- جولیا اسوین گوردون
- ویلیام بی. دیویدسون